# Le Sang (roman, 1967)
 (novembre 2023).
Si vous disposez d'ouvrages ou d'articles de référence ou si vous connaissez des sites web de qualité traitant du thème abordé ici, merci de compléter l'article en donnant les références utiles à sa vérifiabilité et en les liant à la section « Notes et références ».
Le Sang est un roman de Pierre Molaine publié en 1967 aux éditions Calmann-Lévy.
Le manuscrit original du Sang se trouve dans le Fonds Pierre Molaine de la Bibliothèque municipale de Lyon.

## Résumé
Le roman se développe sous la forme de trois récits correspondant à trois époques.

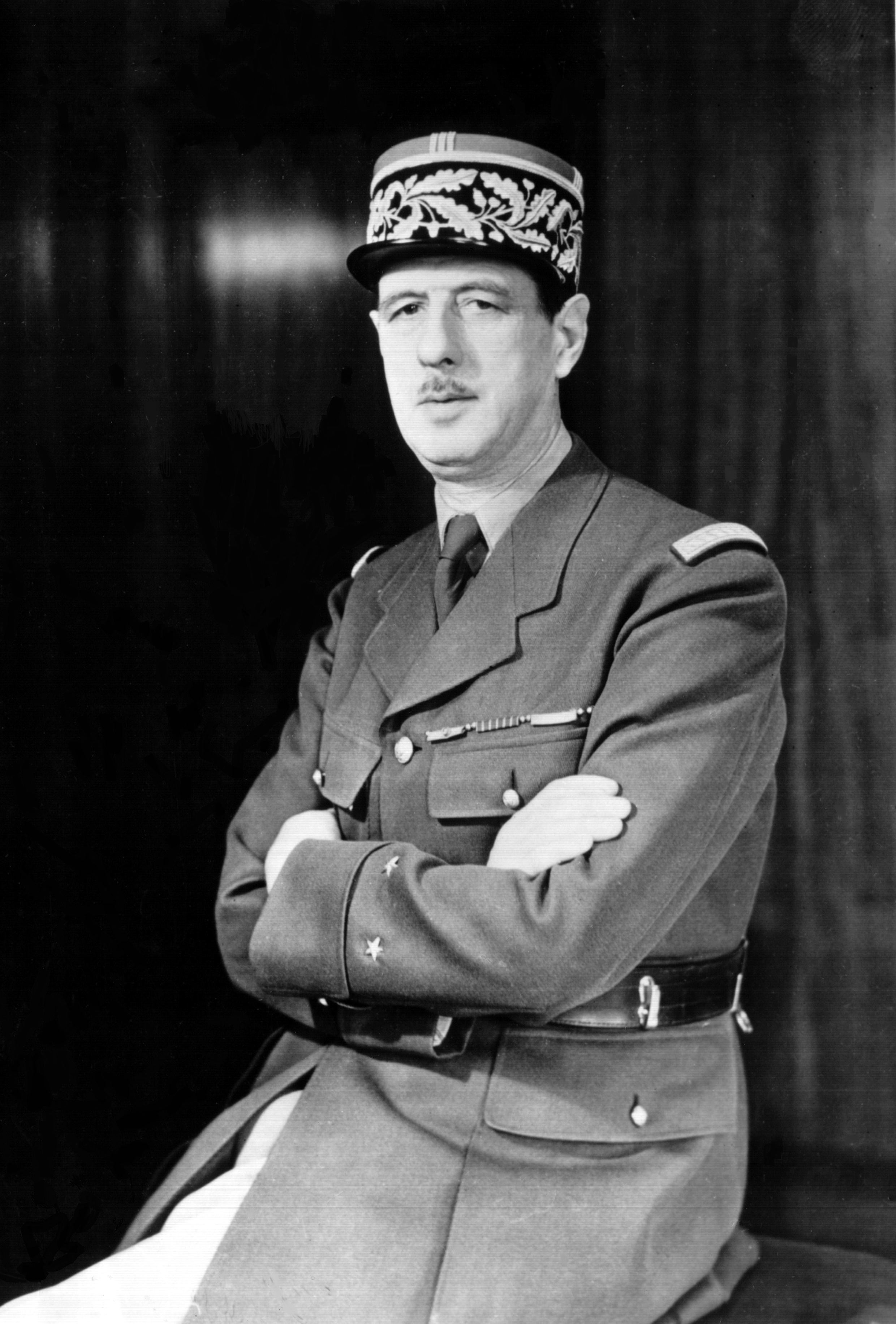
De Gaulle en 1943.

D'abord celle de la « drôle de guerre », de la mobilisation générale, du front de l'Est, où des personnages s'imposent : le capitaine Lambda (probablement l'auteur, lui-même officier de chars), le commandant Matard, élégant, désinvolte et enragé d'attendre, surtout un colonel méprisant, que ses officiers ne portent pas dans leur cœur et que l'auteur évoque avec plus d'ironie que de tendresse : Charles de Gaulle, rendu ici d'après nature.
La deuxième époque, 1943, est celle de la Résistance. Lambda s'engage dans un réseau au côté de Moravec, un étrange apatride « français de cœur » : ils ont pour mission de venir à bout d'un traître, mais l'homme qu'ils abattront, après un périple à travers la Belgique ponctué de multiples rebondissements - dérision des temps de guerre -, n'est pas le bon.
Dernière époque : l'Auvergne par une journée torride de 1944. Les SS qui se replient terrorisent un village et viennent de pendre trois otages. Lambda et Moravec se retrouvent autour de la table du commandant Matard et, par la fenêtre, ils peuvent voir les corps suppliciés. Matard, lui, n'est pas entré dans la Résistance et a gardé l'esprit de 1940, bon vivant, bavard, impertinent, folâtre. Les deux résistants, endurcis par leurs combats, le somment de partir avec eux. Il refuse et prend la place de l'édile municipal, désigné pour être le quatrième otage. Lambda et Moravec, impuissants, verront le commandant Matard accéder, ainsi, à la grandeur des héros.